# Hans Peter Danielcik
Hans Peter Danielcik (* 9. April 1903 in Berlin-Schöneberg; † nach März 1945, zum 31. Dezember 1945 für tot erklärt) war ein deutscher Jurist, Autor und Funktionär. In Erscheinung trat er unter anderem mit einigen dezidierten Äußerungen zu Rechts- und Wirtschaftsfragen sowie als letzter Präsident des Hansabundes für Handel, Gewerbe und Industrie. Nach einem kurzen Intermezzo in der Konservativen Volkspartei wandte er sich dem Nationalsozialismus zu.

## Leben
Danielcik war Sohn eines Kammergerichtsrats. Während seines Studiums an der Ruprecht-Karls-Universität Heidelberg war er Mitglied des Corps Suevia und wurde dort mit seiner 1925 eingereichten Dissertation zum Thema Die Rechte nationaler Minderheiten nach dem Versailler Vertrag und den darauf beruhenden Verträgen promoviert. Nach dem Bestehen des Assessorexamens arbeitete er in den Jahren 1928 bis 1930 bei Wirtschaftsverbänden und der IHK Berlin. Von 1930 bis 1933 war er Rechtsanwalt in Darmstadt, anschließend in Mannheim, wo er zugleich die Geschäftsführung des „Deutschen Wirtschaftsvereins“ ausübte. In den Jahren 1933 bis 1935 fungierte er als Präsident des Hansabundes für Handel, Gewerbe und Industrie und arbeitete zugleich auch seit 1933 als Schriftleiter bei Volk, Staat, Wirtschaft. 1934 kehrte er nach Berlin zurück und war dort weiterhin als Anwalt tätig.
Seit 1928 verfasste Danielcik zahlreiche Beiträge für deutsche Publikationen (u. a. Völkischer Beobachter, Berliner Börsen-Zeitung, Juristische Wochenschrift, Deutsches Recht, Nationale Wirtschaft, Die deutsche Volkswirtschaft, Deutsche Kurzpost, Wirtschaftskartei, Wirtschaftliche Kurzbriefe). Er war während des Zweiten Weltkriegs auch einer der aktivsten Autoren für den Wirtschaftsteil des Besatzungsorgans Brüsseler Zeitung. Daneben verfasste er einige Werke zu Rechts- und Wirtschaftsthemen.
Danielcik nahm noch als 16-Jähriger am Kapp-Putsch teil. Zur Reichstagswahl 1930 engagierte er sich für die Konservative Volkspartei im Wahlkreis Hessen-Darmstadt. Zum 1. Februar 1932 trat Danielcik der NSDAP bei (Mitgliedsnummer 918.775), deren Amtswalter er in Mannheim wurde.
Kurz nach der Machtergreifung erschien von Danielcik im Völkischen Beobachter ein Artikel, in dem er, ergänzend zu einer Attacke auf die von ihm als „liberal-marxistisch“ beschriebene Nachkriegsepoche, auch einen Vorschlag zu einer Änderung des Aktienrechts machte. Dieser beinhaltete eine persönliche Haftung des Vorstands und Aufsichtsrats für Schulden, eine Abschaffung des Bankenstimmrechts und die Abkehr von der Inhaberaktie. Die Namensaktie sollte nach seiner Auffassung zum Standard werden, damit ausländische und „volksfeindliche“ Erwerbungen zu Lasten der Gemeinschaft ausgeschlossen seien, hier sei auch die Gesetzgebung zu ändern, damit solche „Überfremdungen“ verhindert werden könnten. Danielcik beklagte auch eine bislang geringe Rolle der Belegschaft, die zwar zur Entsendung von zwei Mitgliedern des Betriebsrats in den Aufsichtsrat berechtigt war, welche aber praktisch keinen Einfluss hätten. Der Aktionär sollte zudem ein unbeschränktes Fragerecht erhalten. Als „volksfeindlich“ betrachtete Danielcik im Einklang mit der NS-Propaganda auch die Juden, deren Entfernung aus dem Wirtschaftsleben er in einem Artikel behandelte.
Zu den weiteren Anliegen Danielciks gehörte die Schaffung eines sozialen Dauermietrechts und die Einschränkung der Wirtschaftsfreiheit durch eine Bedürfnisprüfung. Dennoch betonte er auch die Wichtigkeit eines Wettbewerbs für die nationalsozialistische Wirtschaft, sofern sie in einem „lauteren“ Rahmen stattfände.
Größeren Raum konnte Danielcik den Vorstellungen einer Autarkie Deutschlands in dem unter seiner Herausgeberschaft im Jahr 1932 erschienenen Werk Deutschlands Selbstversorgung einräumen, doch blieb er hier während der Zeit des Nationalsozialismus nicht ohne Widerspruch. In einer Kritik des Buches in einer Ausgabe der Jahrbücher für Nationalökonomie und Statistik von 1935 bezeichnete der Rezensent Paul Berkenkopf den von Danielcik verfassten allgemeinen Teil als unzureichend und dilettantisch. Ein Zeichen dafür, dass seine Vorstellungen von einer Wirtschaftspolitik nicht mit der offiziell verfolgten Linie übereinstimmten, ist auch, dass sich der Hansabund unter seiner Leitung wegen einiger Differenzen zur betriebenen Politik bald nach der Machtergreifung auflöste.
Während des Zweiten Weltkriegs erschienen von Danielcik auch kunst- und kulturgeschichtliche Artikel, so in der Deutschen Zeitung in den Niederlanden (DZN), einem Schwesterblatt der vorgenannten Brüsseler Zeitung. Im Falle einer in der DZN veröffentlichten Artikelserie über Jeanne d’Arc passte diese genau zum Selbstverständnis der Zeitung als „Vorposten gegen England“. Weiters erschienen von ihm in dieser Zeitung und der Zeitschrift Westland „französische Städtebilder“, so in letzterem Periodikum ein Porträt von Besançon, das er als einen Ort der Erinnerung an ein Reichsromanentum beschreibt und in ihm eine Synthese verschiedener Kulturen verwirklicht sah, welche dort eine harmonische Verbindung eingehen und der Stadt einen europäischen Geist verleihen würden. Danielcik stellt Besançon als eine seit der Ankunft der Burgunder im 4. Jahrhundert rein germanische Stadt dar, in der viele deutsche Kaiser gewohnt hätten.
Seit der Schlacht um Berlin ist Danielcik verschollen.

## Schriften
- Die Rechte nationaler Minderheiten nach dem Versailler Vertrag und den darauf beruhenden Verträgen, Dissertation, Ruprecht-Karls-Universität Heidelberg 1925
- als Hrsg. sowie Verf. des allg. Teils: Deutschlands Selbstversorgung, Lehmanns, München 1932
- Neuaufbau des deutschen Außenhandels, Verlag von Georg Stilke, Berlin 1934
- mit Werner Daitz, Walter Grävell, Ernst Schultze: Ausfuhr ist not, Ferdinand Enke Verlag, Stuttgart 1934
- mit Otto Küch: Die Vergleichsordnung vom 25. Februar 1935 (mit Einleitung und Erläuterungen), Hobbing, Berlin 1935
- Das neue Mietrecht: Systemat. Darst. d. jetzigen Mietrechtes nach d. Bürgerl. Gesetzbuch u. d. neuen Mieterschutzrecht nebst Gesetzestexten u. Sachreg. Hobbing, Berlin 1936
- mit Konrad Graf von Medem: Gebührenordnung für Rechtsanwälte und Gesetz über die Erstattung von Rechtsanwaltsgebühren in Armensachen nebst den einschlägigen Bestimmungen anderer Gesetze (mit Gebührentafeln), C.H. Beck, München/Berlin 1936
- Aktiengesetz: Gesetz über Aktiengesellschaften und Kommanditgesellschaften auf Aktien nebst Einführungsgesetz u. Nebengesetzen, Stilke, Berlin 1937
- Deutsche Rechtsfibel, 1937/38
- Deutscher Baukalender, Deutsche Bauzeitung, Berlin 1937 und 1938
- mit Udo Horst Bychelberg: Deutsche Rechtskunde, Deutscher Rechtsverlag, Berlin/Leipzig/Wien 1939
- Verwaltungsvereinfachung: Eine Sammlung der seit Kriegsausbruch zur Verwaltungsvereinfachung erschienenen Vorschriften, Erlasse, Verordnungen usw. nebst kurzen Anmerkungen und einer Übersicht über die Verwaltungsvereinfachungsmaßnahmen, Beamtenschriften-Verlag, Berlin 1940
- Reichsbesoldungsgesetz vom 16. Dezember 1937 (vielm. 1927) in der Fassung der 35. Ergänzungsverordnung vom 29. Januar 1940 (Textausgabe mit kurzen Anmerkungen), Beamtenschriften-Verlag, Berlin 1941